# Stuart Pettman
Stuart Pettman (ur. 24 kwietnia 1975) – snookerzysta angielski. Dwukrotnie (w latach 2003 i 2004) zakwalifikował się do mistrzostw świata. Podczas China Open 2009 po raz pierwszy w swojej karierze dotarł do półfinału turnieju rankingowego (pokonując wcześniej Marka Allena, Allistera Cartera i Graeme’a Dotta), który przegrał 1:6 z Peterem Ebdonem.